# Cledonio
Cledonio (in latino Cledonius; fl. VI secolo) è stato un grammatico romano del VI secolo.

## Biografia
Cledonio è l'autore di un saggio relativo alla grammatica latina, che fu pubblicato da Putschius a partire da un singolo corrotto manoscritto con il titolo Ars Cledonii Romani Senatoris, Costantinopolitani Grammatici. Si tratta di un commentario sul celebre trattato di Elio Donato, diviso in due parti per rispecchiare la struttura dell'opera originaria: la prima (ars prima) contiene illustrazioni della Editio Prima, mentre la seconda (ars secunda) quelle della Editio Secunda.
Nulla è noto della vita personale di Cledonio, ma è probabile che fosse legato all'Auditorium, istituzione del capitolo di Costantinopoli, di cui esiste un riferimento nel paragrafo 1866 della sua opera.
La sua opera è stata ristampata da Helias Putschius ( Putschen) nella sua Grammaticae Latinae Auctores Antiqui alle pp. 1859—1939.